# 京帕齊鄉
44°12′N 25°47′E / 44.200°N 25.783°E
京帕齊鄉（羅馬尼亞語：Comuna Ghimpați, Giurgiu），是羅馬尼亞的鄉份，位於該國南部，由久爾久縣負責管轄，處於布加勒斯特西南面40公里，每年平均降雨量986毫米，海拔高度81米，2007年人口5,625。